# Agrostis domingensis
Agrostis domingensis é uma espécie de gramínea do gênero Agrostis, pertencente à família Poaceae.